# Fimmelsjön
Fimmelsjön är en sjö i Malung-Sälens kommun i Dalarna och ingår i Dalälvens huvudavrinningsområde. Sjön har en area på 0,173 kvadratkilometer och ligger 289,1 meter över havet.

## Delavrinningsområde
Fimmelsjön ingår i det delavrinningsområde (670889-139370) som SMHI kallar för Ovan VDRID = 671496-146308 i Västerdalälvens vatt*. Medelhöjden är 296 meter över havet och ytan är 15,58 kvadratkilometer. Räknas de 357 avrinningsområdena uppströms in blir den ackumulerade arean 4 069,87 kvadratkilometer. Västerdalälven som avvattnar avrinningsområdet har biflödesordning 2, vilket innebär att vattnet flödar genom totalt 2 vattendrag innan det når havet efter 353 kilometer. Avrinningsområdet består mestadels av skog (38 procent) och sankmarker (52 procent). Avrinningsområdet har 0,64 kvadratkilometer vattenytor vilket ger det en sjöprocent på 6,7 procent.